# Campionato cecoslovacco di scacchi
Il Campionato cecoslovacco di scacchi è stato un torneo di scacchi che si è disputato dal 1919 al 1992 per determinare il miglior giocatore della Cecoslovacchia.
I tornei furono quasi regolarmente biennali fino alla seconda guerra mondiale, nel corso della quale si tennero solamente i campionati di Boemia e Moravia. Nel 1946 i tornei ripresero con cadenza biennale fino al 1952, anno in cui diventarono annuali. L'ultimo campionato fu disputato nel 1992.
Dodici campionati furono dei tornei internazionali; in questi casi campione cecoslovacco era dichiarato il giocatore di nazionalità cecoslovacca col miglior piazzamento.
Lo scacchista con il maggior numero di vittorie è stato Luděk Pachman, sette volte campione tra il 1946 e il 1966; in questa classifica è seguito da Vlastimil Hort (sei vittorie), Ľubomír Ftáčnik (cinque vittorie), mentre tre volte vincitori sono stati Miroslav Filip, Vlastimil Jansa, Karel Opočenský e Jan Smejkal.

## Lista dei vincitori
Nel caso dei tornei internazionali, il vincitore è indicato con un asterisco e tra parentesi è indicato il suo piazzamento complessivo.
| Anno | Città                  | Vincitore              | Vincitrice femminile    |
| ---- | ---------------------- | ---------------------- | ----------------------- |
| 1919 | Praga                  | František Schubert     |                         |
| 1921 | Brno                   | Karel Hromádka         |                         |
| 1923 | Pardubice              | Max Walter             |                         |
| 1925 | Bratislava             | Richard Réti           |                         |
| 1927 | České Budějovice       | Karel Opočenský        |                         |
| 1929 | Brno                   | Karel Opočenský        |                         |
| 1931 | Praga                  | Leo Zobel              |                         |
| 1933 | Mnichovo Hradiště      | Salo Flohr             |                         |
| 1936 | Poděbrady              | Salo Flohr * (1°)      |                         |
| 1938 | Praga                  | Karel Opočenský        | Růžena Suchá            |
| 1946 | Ostrava                | Luděk Pachman          | Nina Hrušková-Bělská    |
| 1948 | Bratislava             | Emil Richter           | Nina Hrušková-Bělská    |
| 1950 | Zlín                   | Miroslav Filip         |                         |
| 1951 |                        |                        | Růžena Suchá            |
| 1952 | Tatranská Lomnica      | Miroslav Filip         | Nina Hrušková-Bělská    |
| 1953 | Praga                  | Luděk Pachman          | Nina Hrušková-Bělská    |
| 1954 | Praga                  | Miroslav Filip         | Růžena Suchá            |
| 1955 | Praga                  | Ján Šefc               | Kveta Jeništová-Eretová |
| 1956 | Poděbrady              | Ladislav Alster        | Nina Hrušková-Bělská    |
| 1957 | Praga                  | Luděk Pachman          | Dana Prashilova         |
| 1959 | Bratislava             | Luděk Pachman          | Inna Veselá             |
| 1960 | Ostrava                | Jiří Fichtl            | Kveta Jeništová-Eretová |
| 1961 | Košice                 | Luděk Pachman          | Kveta Jeništová-Eretová |
| 1962 | Jablonec nad Nisou     | Lubomír Kaválek        | Kveta Jeništová-Eretová |
| 1963 | Praga                  | Luděk Pachman          | Kveta Jeništová-Eretová |
| 1964 | Brno                   | Vlastimil Jansa        | Kveta Jeništová-Eretová |
| 1965 | Pardubice              | Josef Augustin         | Jana Malipetrova        |
| 1966 | Harrachov              | Luděk Pachman * (3°)   | Kveta Jeništová-Eretová |
| 1967 | Bratislava             | Július Kozma           | Jana Malipetrova        |
| 1968 | Luhačovice             | Lubomír Kaválek        | Stepanka Vokřálová      |
| 1969 | Luhačovice             | Vlastimil Hort * (3°)  |                         |
| 1970 | Havířov                | Vlastimil Hort         | Stepanka Vokřálová      |
| 1971 | Luhačovice             | Vlastimil Hort * (1°)  |                         |
| 1972 | Třinec                 | Vlastimil Hort         | Stepanka Vokřálová      |
| 1973 | Luhačovice             | Jan Smejkal * (1°)     |                         |
| 1974 | Rimavská Sobota        | Vlastimil Jansa        | Margita Polanová        |
| 1975 | Brno                   | Vlastimil Hort * (1°)  | Kveta Jeništová-Eretová |
| 1976 | Ostrava                | Eduard Prandstetter    | Kveta Jeništová-Eretová |
| 1977 | Děčín                  | Vlastimil Hort * (3°)  | Stepanka Vokřálová      |
| 1978 | Mariánské Lázně        | Eduard Prandstetter    | Stepanka Vokřálová      |
| 1979 | Trenčianske Teplice    | Jan Smejkal            | Eliška Richtrová        |
| 1980 | Trnava                 | Jan Ambrož             | Eliška Richtrová        |
| 1981 | Hradec Králové         | Ľubomír Ftáčnik * (2°) | Eliška Richtrová        |
| 1982 | Frenštát pod Radhoštěm | Ľubomír Ftáčnik        | Eliška Richtrová        |
| 1983 | Bratislava             | Ľubomír Ftáčnik * (2°) | Hana Modrová            |
| 1984 | Šumperk                | Vlastimil Jansa        | Jana Hájková            |
| 1985 | Trenčianske Teplice    | Ľubomír Ftáčnik * (2°) | Petra Kišova            |
| 1986 | Praga                  | Jan Smejkal            | Kveta Jeništová-Eretová |
| 1987 | Námestovo              | Eduard Meduna * (2°)   | Jana Hájková            |
| 1988 | Třinec                 | Pavel Blatný           | Eliška Richtrová        |
| 1989 | Praga                  | Ľubomír Ftáčnik * (2°) | Petra Kišova            |
| 1990 | Brno                   | Pavel Blatný           | Jana Hájková            |
| 1991 | Bratislava             | Igor Gažík             | Eva Repková             |
| 1992 | Praga                  | Vítězslav Rašík        | Petra Kišova            |